# Август (фильм, 2025)
«Август» — российский художественный фильм режиссёров Никиты Высоцкого и Ильи Лебедева по мотивам романа Владимира Богомолова «В августе сорок четвёртого» («Момент истины»). Главные роли в нём сыграли Сергей Безруков, Никита Кологривый, Павел Табаков. Картина выйдет в прокат 25 сентября 2025 года.

## Сюжет
Действие происходит в августе 1944 года. На территории освобождённой Белоруссии в тылу советских войск действуют вражеские агенты. В эфир регулярно выходит радиостанция с позывными «КАО», передающая шифрованные радиограммы. Трём контрразведчикам из Смерша во главе с капитаном Алёхиным поручено в кратчайшие сроки разыскать разведгруппу противника. Ситуация осложняется тем, что в районе действует множество польских отрядов и немецких диверсионных групп.
Обстановка накаляется, когда становится ясно, что передаваемые группой сведения ставят под угрозу успех военной операции в Прибалтике. Поиск радиостанции с позывным «КАО» взят под контроль Ставкой. Принимается решение провести масштабную операцию по прочёсыванию местности с привлечением войск НКВД. Капитан Алёхин понимает, что такая операция означает провал. Ему удаётся определить место следующего сеанса радиосвязи «КАО» и устроить засаду.

## В ролях
| Актёр             | Роль                               |
| ----------------- | ---------------------------------- |
| Сергей Безруков   | капитан Павел Алёхин               |
| Никита Кологривый | старший лейтенант Евгений Таманцев |
| Павел Табаков     | лейтенант Андрей Блинов            |
| Роман Мадянов     | генерал-лейтенант Алексей Егоров   |
| Даниил Воробьёв   | подполковник Николай Поляков       |
| Кирилл Кузнецов   | Игорь Аникушин                     |
| Илья Исаев        | Архип Хижняк                       |
| Иван Колесников   | Игорь Фомин                        |
| Вера Шпак         | Ольга Фомина                       |
| Алексей Вертков   | комендант города Лида              |
| Николай Иванов    | начальник Лидского отдела НКВД     |
| Эльдар Калимулин  | Сенцов                             |
| Роман Васильев    | Казимир Павловский                 |
| Тина Стойилкович  | Юля Антонюк                        |

## Создание и релиз
Разработка проекта началась в 2018 году. Фильм создавался при поддержке российского Фонда кино. Продюсерами картины стали Анатолий Максимов и Константин Эрнст, режиссёрское кресло изначально занимал Алексей Андрианов. Позже он покинул проект, его сменили Никита Высоцкий и Илья Лебедев. Главные роли получили Сергей Безруков, Никита Кологривый и Павел Табаков. Съёмки изначально должны были пройти в Западной Беларуси в 2022 году. Они проходили в 2022—2023 годах в Карелии, Ленинградской, Ростовской и Калининградской областях.
В качестве даты выхода картины в театральный прокат изначально было заявлено 27 марта 2025 года. В роли дистрибьютора выступает компания «Централ Партнершип», однако в заявленный срок фильм на экраны не вышел.
25 апреля 2025 года была объявлена новая дата выхода фильма в прокат — 25 сентября 2025 года. Кроме того, рабочее название «Момент истины» было изменено на «Август».